# Movimento Ecologista di Romania
Il Movimento Ecologista di Romania (in romeno: Mișcarea Ecologistă din România, MER) è stato un partito politico romeno di ideologia ecologista fondato nel 1990.
Tra il 1990 e il 1992 fu presente in parlamento con 12 deputati e un senatore.

## Storia

### Fondazione e presenza nelle istituzioni
In seguito alla rivoluzione romena del 1989 che rovesciò il regime comunista di Nicolae Ceaușescu, il potere fu assunto ad interim da un organo legislativo provvisorio (il Consiglio del Fronte di Salvezza Nazionale, dal febbraio 1990 chiamato Consiglio provvisorio di unità nazionale, CPUN) costituito principalmente da ex membri del Partito Comunista Romeno (PCR) che, nel febbraio 1990, formarono il partito del Fronte di Salvezza Nazionale (FSN), grande gruppo politico che dominò la presenza nelle istituzioni e nei mezzi di informazione nel primo periodo di transizione alla democrazia. Il 31 dicembre 1989 il CFSN con presidente Ion Iliescu emanò il decreto di abolizione del partito unico, consentendo la formazione di nuovi gruppi. Sorsero, quindi, numerosi nuovi partiti che miravano ad avere rappresentanza in parlamento.

Diversi piccoli partiti nacquero come espressione delle dottrine ecologiste. Tra questi il Partito Ecologista Romeno (PER) di Adrian Manolache e il Movimento Ecologista di Romania (MER). Da una scissione di quest'ultimo il 19 luglio 1990 sarebbe nata un'ulteriore formazione affine, la Federazione Ecologista di Romania (FER). 

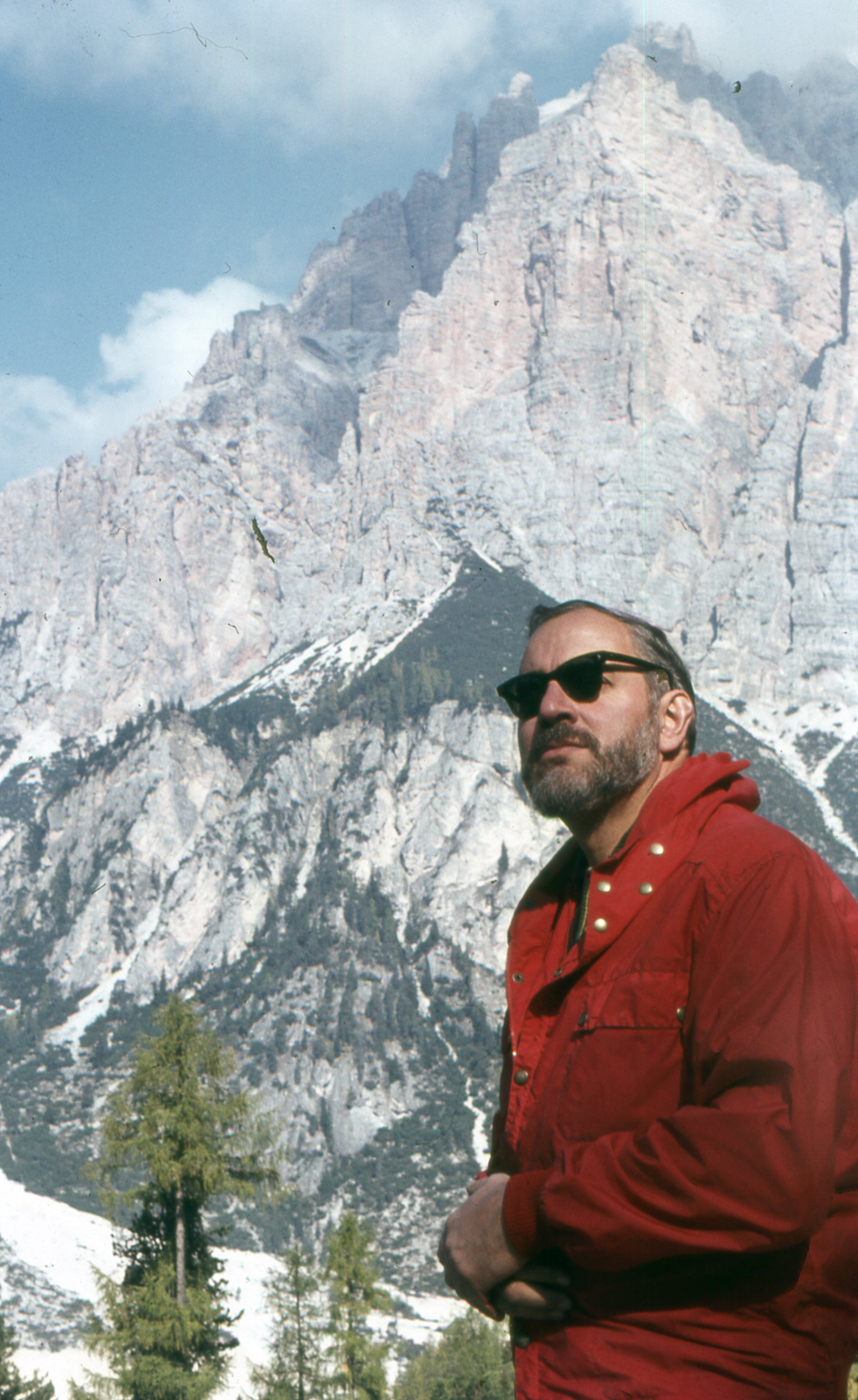
Marcian Bleahu

Il MER fu fondato il 19 gennaio 1990 dal geologo Marcian Bleahu e dallo scrittore Toma George Maiorescu con l'obiettivo di attirare i voti degli ambientalisti e spostare l'interesse delle masse sull'ecologismo, dopo anni di disattenzione sul tema da parte del regime. Sul proprio piano programmatico il MER si autodefiniva «una grande corrente di opinione pubblica e di azione sociale indipendente, con un carattere democratico, pacifista e umanista». A livello istituzionale tra il febbraio e il giugno 1990 Maiorescu partecipò al Consiglio provvisorio di unità nazionale (CPUN) in qualità di membro dell'ufficio esecutivo. 
In occasione delle elezioni parlamentari in Romania del 1990, le prime libere elezioni dopo la dittatura, il MER fu il partito ecologista più votato (2,62% alla camera, 2,50% al senato), ottenendo 12 deputati e un senatore. Mentre alla camera il MER costituì un gruppo parlamentare comune denominato Gruppo parlamentare ecologista e social-democratico (Grupul parlamentar ecologist și social-democrat) insieme ad altre formazioni minori, PER e PSDR, al senato l'unico eletto del MER, Marcian Bleahu, si unì al gruppo parlamentare del Partito Nazionale Liberale. 
Pur escluso dagli esecutivi presieduti da Petre Roman tra il giugno 1990 e il settembre 1991, il MER siglò comunque un accordo di collaborazione con il partito di governo. Nel luglio 1991 firmò la Carta per la Riforma e la Democrazia (Carta pentru Reforma și Democrație), documento che segnava la nascita di un'alleanza politica tra il FSN e i gruppi minori del Partito Nazionale Liberale-Ala Giovanile (PNL-AT), del Partito Democratico Agrario di Romania (PDAR) e del MER. Questo fu definito dal primo ministro Roman come un atto di rispetto reciproco tra le varie forze e di partecipazione responsabile alle decisioni politiche assunte dal governo. La finalità era quella di realizzare consultazioni e valutazioni periodiche, in modo da permettere agli aderenti di realizzare un'opposizione costruttiva. 
Dopo le dimissioni del premier Petre Roman, tra il l'ottobre 1991 e il novembre 1992 Bleahu fu anche ministro dell'ambiente nel governo Stolojan, costituito dal partito di maggioranza del FSN e da altri gruppi di minoranza che erano stati invitati a partecipare all'esecutivo per garantire maggiore pluralità (MER, PNL, PDAR). 

### Dopo il 1992
Alle prime elezioni amministrative del periodo democratico, celebratesi nel 1992, il partito ottenne 697 mandati si consigliere comunale, 34 di consigliere di distretto e 19 di sindaco, partecipando in molti casi a coalizioni locali costruite intorno al FSN, partito di maggioranza di governo. 
Nel 1992 furono organizzate anche le elezioni per il rinnovo del parlamento e per la scelta del nuovo presidente della repubblica. Il congresso del MER del 3-4 maggio 1992 stabilì supportare la candidatura presidenziale di Mircea Druc, doppio cittadino romeno e moldavo, già primo ministro della Moldavia (1990-1991), strenuo sostenitore dell'unificazione dei due paesi e figura indipendente sostenuta da una serie di partiti e associazioni minori (Frontul Popular Creștin Democrat, Asociația Mondială "Pro Basarabia și Bucovina"). Druc si presentò con lo slogan unionista «Non esistono romeni di questa e dell'altra parte. Noi veniamo da un paese» (romeno: nu există români de dincolo și de dincoace. Noi suntem din țară). 
Il MER, tuttavia, iniziò una fase di marginalizzazione politica che ebbe il proprio esito nell'insuccesso delle elezioni parlamentari del 1992, quando non riuscì ad ottenere alcun seggio. Druc si fermò al 3%, quinto su sei candidati. 
La successiva tornata elettorale fu quella delle amministrative dell'estate 1996, alle quali conseguì 633 seggi di consigliere comunale, 38 di consiglieri di distretto e 37 di sindaco. Nello stesso periodo il MER perse parte della propria classe dirigente (Bleahu passò al FER) e rimase isolato, mentre gli altri partiti ecologisti FER e PER si unirono alla grande coalizione di centro-destra liberale della Convenzione Democratica Romena (CDR), tradizionalmente avversaria del FSN, che mirava a vincere le elezioni legislative in programma per fine 1996. 
In cerca di una riorganizzazione per provare a tornare in parlamento, fu nominato presidente del gruppo il "padre della Costituzione" Antonie Iorgovan, iscrittosi al partito nel 1996 dopo aver lasciato il proprio incarico presso la Corte costituzionale e che mantenne il ruolo fino al 1998, mentre a partire dall'autunno 1996 il MER partecipò con Partito Umanista Romeno (PUR) e Partito Democratico Agrario di Romania (PDAR) ad una coalizione chiamata Unione Nazionale di Centro (UNC). Questa presentò un unico candidato alla presidenza (il cardiologo Ioan Pop de Popa) e concorse su liste comuni alle elezioni parlamentari del 1996. L'UNC, tuttavia, ebbe scarso successo e si disciolse dopo la tornata elettorale. 
In occasione del congresso del 26 settembre 1998 il MER approvò la riunificazione con il FER. L'atto, in ogni caso, fu impugnato da diversi elementi del partito e fu oggetto di critiche. Il MER non partecipò più a nessuna elezione e si disciolse, mentre molti membri continuarono la militanza nel FER, che alle elezioni parlamentari del 2000 partecipò alla coalizione CDR 2000 guidata dal PNȚCD, partito reduce dall'esperienza di governo. 

## Risultati elettorali
| Elezione          | Elezione | Voti    | %    | Seggi    |
| ----------------- | -------- | ------- | ---- | -------- |
| Parlamentari 1990 | Camera   | 358.864 | 2,62 | 12 / 396 |
| Parlamentari 1990 | Senato   | 348.637 | 2,50 | 1 / 119  |
| Parlamentari 1992 | Camera   | 245.194 | 2,25 | 0 / 341  |
| Parlamentari 1992 | Senato   | 232.758 | 2,22 | 0 / 143  |
| Parlamentari 1996 | Camera   | 106.069 | 0,87 | 0 / 343  |
| Parlamentari 1996 | Senato   | 118.859 | 0,97 | 0 / 143  |
| 1.                |          |         |      |          |

| Elezione           | Elezione | Candidato        | Voti    | %    | Esito                 |
| ------------------ | -------- | ---------------- | ------- | ---- | --------------------- |
| Presidenziali 1992 | I turno  | Mircea Druc      | 362.866 | 3,00 | ❌ Non eletta/o (5º)  |
| Presidenziali 1996 | I turno  | Ioan Pop de Popa | 59.752  | 0,47 | ❌ Non eletta/o (10º) |

## Nelle istituzioni

### Governi
- Governo Stolojan (1991 - 1992)

### Collocazione parlamentare
- Opposizione (1990-1991)

Governo Roman II, Governo Roman III
- Maggioranza (1991-1992)

Governo Stolojan
- Opposizione extraparlamentare (1992-2000)

Governo Văcăroiu, Governo Ciorbea, Governo Vasile, Governo Isărescu